# Ганс Дельбрюк
Ганс Дельбрюк (нім. Hans Gottlieb Leopold Delbrück нім. вимова: [hans ˈdɛl.bʁʏk] ( прослухати); 11 листопада 1848, Берген-на-Рюгені, земля Ме́кленбург-Пере́дня Помера́нія — 14 липня 1929, Берлін) — німецький воєнний історик та політик, батько нобелівського лауреата, фізика Макса Дельбрюка.
Сфера наукових інтересів Г. Дельбрюка — історія воєнного мистецтва з найдавніших часів до початку ХХ віку.

## Біографія
Народився в сім'ї окружного судді, серед представників родини якого також було багато військових.
Навчався у Гейдельберзькому, Грайфсвальдському та Боннському університетах.
Солдатом брав участь у франко-прусській війні 1870—1871, в цей час перехворів тифом. Після війни повернувся до Боннського університету, щоб захистити дисертацію, присвячену середньовічному німецькому хроністу Ламберту Герсфельдському (захист відбувся 1873 р.).
У 1881 отримав призначення в Берлінський університет, в якому пропрацював до 1921.
Дельбрюк вів активну суспільно-політичну діяльність, він був членом прусської палати депутатів у 1882–1885 рр., а в 1884–1890 рр. — депутатом в рейхстазі. Належав до партії вільних консерваторів.

## Г. Дельбрюк як історик воєнного мистецтва
Літературна діяльність Г. Дельбрюка розпочалася з публікації біографії генерала-фельдмаршала А. фон Ґнайзенау (у 2-х тт., 1-й том — Берлін, 1864). Після цього він підготував декілька монографій з історії воєнного мистецтва. 1900 року вчений розпочав писати найголовнішу працю свого життя — багатотомної «Історії воєнного мистецтва в рамках політичної історії». Перший її том з'явився в Берліні 1900 року, а останній, четвертий — там же 1920 р.
На початку 1930-х рр. «Історію воєнного мистецтва…» Дельбрюка почали перекладати російською мовою в СРСР.